# Списък на херцозите на Сполето
Следващият списък обединява в хронологичен ред херцозите на Сполето, които управляватедноименното херцогство от основаването му при лангобардите до анексирането му към Папската държава. Тя е дадена като династична титла на Аймон Савойски-Аоста.

## Исторически етапи
„Поредица от херцозите на Сполето“ (Serie de' duchi di Spoleto) е съставена от абат Джанколомбино Фатески през 1801 г. въз основа на списъка на  Абаството „Фарфа“. Съвсем наскоро Гаспари (I duchi longobardi) дава научно по-актуален хронотаксис.
Най-общо казано развитието на херцогството преминава през три фази: т. нар. лангобардска, която завършва с господството на франките над Лангобардското кралство на север. Следват няколко века, в които херцогството, официално подчинено на Империята, вместо това се радва на обширна автономия, макар и оспорвана, до такава степен, че да води двама херцози до ранга на крале на Италия и императори на Свещената Римска империя. С Алберих I Сполетски, свързан с Теофилакт от Рим, започва третата фаза, феодалната, в която херцогството често се обединява с Тоскана или Беневенто и херцогската титла се оспорва между папи и императори. От 1198 г. феодът става собственост на Църквата.

### Лангобардско господство
- Фароалд I 570 – 592
- Ариулф 592 – 602
- Теоделап 602 – 650
- Ато 650 – 665
- Тразимунд I 665 – 703
- Фароалд II 703 – 724
- Тразимунд II 724 – 739, първи път
- Хилдерик 739 – 740
- Тразимунд II 740 – 742, втори път
- Агипранд 742 – 744
- Тразимунд II 744 – 745, трети път
- Луп 745 – 752
- Унолф 752
- Айзтулф 752 – 756
- Ратчис 756 – 757
- Албоин 757 – 759
- Дезидерий 758 – 759
- Гизулф 758 – 763
- Теодиций 763 – 773
- Хилдепранд 774 – 788

### Франкско господство
(НД - нединастични; С - Супониди; В - Видониди)
- Винигес 789 – 822 НД
- Супо I Сполетски 822 – 824 С
- Аделард 824 НД
- Мауринг 824 С
- Аделчис I 824 – 834 С
- Ламберт Нантски 834 – 836 В
- Беренгар 836 – 841 НД
- Видо I (Гвидо I) 842 – 859 В
- Ламберт I 859 – 871 В
- Супо II (III) 871 – 876 С
- Ламберт I 876 – 880 В
- Гуидо II 880 – 883 В
- Гуидо III 883 – 894 В
- Ламберт II 894 – 898 В
- Гуидо IV 895 – 898 В

### Феодално херцогство
- Алберих I 898 – 922
- Бонифаций I 923 – 928
- Петер 924 – 928
- Теобалд I 928 – 936
- Анскар 936 – 940
- Сарлион 940 – 943
- Хумберт 943 – 946
- Бонифаций II 946 – 953
- Теобалд II 953 – 959
- Тразимунд III 959 – 967
- Пандулф I 967 – 981
- Ландулф 981 – 982
- Тразимунд III 982 – 989 (вероятно Тразимунд IV)
- Хуго I Велики 989 – 996 (също маркграф на Тоскана)
- Конрад 996 – 998
- Адхемар 998 – 999
- Роман 1003 – 1010
- Райниер 1010 – 1020
- Хуго II 1020 – 1035
- Хуго III 1036 – 1043

### Тосканско господство
- Бонифац III 1043 – 1052 (също маркграф на Тоскана)
- Фридрих 1052 – 1055 (също маркграф на Тоскана)
  - Беатрис 1052 – 1055 (регентка, майка на Фридрих и Матилда)
  - Готфрид III Брадати (херцог на Долна Лотарингия) 1053 – 1055 (регент, съпруг на Беатрис и доведен баща на Фридрих и Матилда)

Под папски контрол 1056 – 1057
- Матилда, 1057 – 1082 (също маркграфиня на Тоскана)
  - Готфрид III Брадати, (херцог на Долна Лотарингия), 1057 – 1069 (също регент на Тоскана)
  - Готфрид IV Гърбавия, (херцог на Долна Лотарингия), 1069 – 1076 (също регент на Тоскана)
- Райниер II 1082 – 1086
- Матилда 1086 – 1093 (също маркграфиня на Тоскана)
- Вернер II 1093 – 1119
- Конрад (Шайерн), 1120 – 1127 (също маркграф на Тоскана)
- Егелберт III (Спонхайм) 1135 – 1137 (също маркграф на Тоскана)
- Хайнрих X Горди 1137 – 1139 (също маркграф на Бавария)
- Улрих (Атемс) 1139 – 1152 (имперски викарий на Тоскана и Сполето)
- Велф VI 1152 – 1160 (също маркграф на Тоскана)
- Велф VII 1160 – 1167 (също маркграф на Тоскана)
- Велф VI 1167 – 1173 (също маркграф на Тоскана)
- Риделулф 1173 – 1183
- Конрад I 1183 – 1190, първи път
- Пандулф II 1190 – 1195
- Конрад I 1195 – 1198, втори път

### Папско господство
- Конрад II, 1198 – 1205
- Хайнрих 1205
- Диполд 1209 – 1225
- Райналд 1223 – 1230, първи път
- Конрад II 1227 – 1267
- Бертхолд 1251 – 1276
- Райналд 1251 – 1276, втори път
- Бласко Фернандес убит 1367
- Гуидантонио I да Монтефелтро 1419 – 1443
- Педро Луис де Борха 1456–1458
- Франческето Чибо ок. 1503 – 1519

## Членове на италианската кралска фамилия
- Княз Аймон Маргарита Мария Джузепе Торински-Савойски, 4-ти херцог на Аоста 1904 – 1948